# Carol M. Black

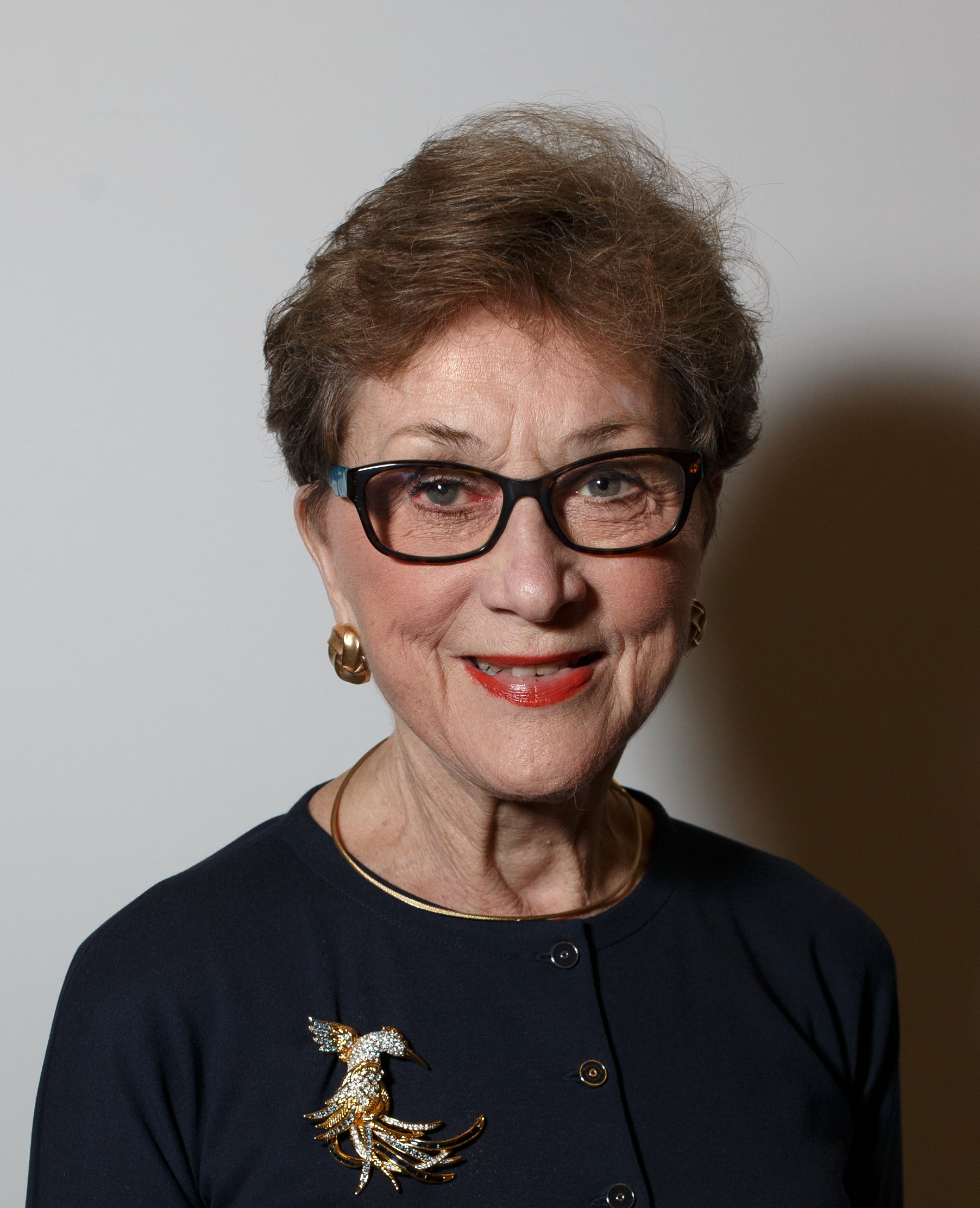
Carol M. Black, 2016

Dame Carol Mary Black GBE (* 26. Dezember 1939 in Barwell, Leicestershire, England) ist eine britische Medizinerin und Hochschullehrerin. Sie war Präsidentin des Royal College of Physicians, der Academy of Medical Royal Colleges und der British Lung Foundation, Vorsitzende des UK Health Honors Committee, Rektorin des Newnham College in Cambridge und ist Expertin für Sklerodermie.

## Leben und Werk
Black war das einzige Kind nichtakademischer Eltern, besuchte in den 1950er Jahren das Gymnasium und wurde dort Schulsprecherin. Sie studierte Geschichte an der Universität Bristol und schloss ihr Studium mit einem Bachelor of Arts ab. Anschließend unterrichtete sie als Lehrerin im Rahmen des Voluntary Services Overseas auf den Gilbert- und Elliceinseln im Westpazifik.

## Medizinerin
1965 begann sie ihr Medizinstudium in der ersten Gruppe vorklinischer Medizinstudenten an der Universität Bristol. 1970 schloss sie im Alter von 30 Jahren ihr Medizinstudium ab und erhielt im folgenden Jahr die vollständige Registrierung beim General Medical Council. Nach ihrem Abschluss arbeitete sie als Assistenzärztin in der allgemeinen Krankenhausmedizin. Sie erwarb einen höheren Abschluss durch die Erforschung der seltenen Haut- und Bindegewebserkrankung Sklerodermie und bestand 1974 die Mitgliedschaftsprüfung des Royal College of Physicians. 1975 begann sie ihre Facharztausbildung am Hammersmith Hospital in London und 1981 wurde sie beratende Rheumatologin am West Middlesex Hospital. 1989 nahm sie eine Stelle am Royal Free Teaching Hospital in Hampstead (London) an, wurde später Professorin und dann medizinische Direktorin des Krankenhauses. Die von ihr dort eingerichtete rheumatologische Abteilung bekam einen Schwerpunkt für Sklerodermie.
2002 wurde sie Präsidentin des Royal College of Physicians of London und 2006 Vorsitzende der Academy of Medical Royal Colleges. Von 2006 bis 2016 beriet sie die britische Regierung zum Zusammenhang zwischen Arbeit und Gesundheit. Als britische Nationaldirektorin für Gesundheit und Arbeit von 2006 bis 2011 und zuletzt als Fachberaterin der Regierung führte sie vier unabhängige Untersuchungen zur Gesundheit der Bevölkerung durch.
Von 2012 bis 2019 war sie Rektorin des Newnham College der Universität Cambridge, Treuhänderin der National Portrait Gallery (London) und Mitglied des Leitungsgremiums der Uppingham School.  2018 wurde Black zur Vorsitzenden der British Library ernannt.
Seit 2015 ist Black Vorstandsvorsitzende von Think Ahead, einem Schnellausbildungsprogramm für Sozialarbeiter im Bereich der psychischen Gesundheit. Seit Juni 2019 leitete sie das What Works-Zentrum für besseres Altern, gibt Forschungsarbeiten in Auftrag und arbeitet daran, Entscheidungen und politische Entscheidungen zur Verbesserung der Gesundheit, der Arbeit, des Wohnens und des Gemeinschaftslebens älterer Menschen zu unterstützen.

## Auszeichnungen
- 2002: Commander des Order of the British Empire
- 2003: Ehrendoktor der Universität Bristol
- 2005: Dame Commander des Order of the British Empire
- 2023: Ehrendoktor der Hong Kong University
- 2024: Dame Grand Cross des Order of the British Empire
- Fellow des Royal College of Physicians of London
- Honorary Fellow des Royal College of Nursing